# 野々川美寿子
野々川 美寿子（ののがわ みつこ、みづこ、1920年〈大正9年〉3月26日 - 1987年〈昭和62年〉7月）は、日本の実業家。日本メナード化粧品創業者。

## 人物
愛知県東春日井郡篠岡村大字大草において、稲垣美寿子として生まれる。1942年（昭和17年）、野々川大介と結婚。名古屋市中村区上米野町に文具および事務用品を商う店を構えた。
1959年（昭和34年）には「メナード」と称する総合化粧品会社を設立。メナードは訪問販売による化粧品販売であり、当初は理解されず苦労した。
女性の美との関連で多くの美術品を収集。社会還元のために美術館設立に奮闘したが、実現を見ることなくこの世を去った。